# Emmerstedt
Emmerstedt ist ein Ortsteil der niedersächsischen Kreisstadt Helmstedt in Deutschland.

## Geografie
Emmerstedt liegt in Niedersachsen nahe der Grenze zu Sachsen-Anhalt, zwischen Braunschweig und Magdeburg in der Nähe der Ausfahrt 61 der Bundesautobahn 2. Das Ortsgebiet erstreckt sich über 1299 Hektar am Westrand des Lappwalds bis zur Niederung der Langen Welle und schließt sich unmittelbar an den Siedlungskern von Helmstedt an.

## Ortsgliederung
Emmerstedt gliedert sich in drei Ortsteile:
- Kerndorf (der älteste Teil und Neubaugebiete)
- Rottensiedlung (westlich des Kerndorfes)
- Windmühlenberg

## Geschichte
Der Ort wurde 1186 erstmals urkundlich erwähnt.

### Ortsnamen
Das Kirchdorf Emmerstedt, einst Filia von Marienberg, wird urkundlich schon 1186 als Emerstide erwähnt. 1224 schrieb man dann Emmerstide, 1232 Emmerstede und dann 1360 Emberstidde. Die ersten Silben des Ortes kommen von der Person Emher, die letzte Silbe -stedt heißt im Althochdeutschen -stat, was so viel wie Ort oder Stätte bedeutet.
In einer Urkunde vom 9. April 1186, in der Bischof Dietrich von Halberstadt den Zehnten des Dorfes an das neu gegründete Prämonstratenserkloster St. Thomas in Halberstadt schenkte, wird das Dorf Emerstide erstmals gesichert erwähnt. Nicht gesichert  ist die Herkunft des Ortsnamens, der sowohl auf einen Gewässernamen (Emer), als auch auf einen Personennamen zurückgeführt werden könnte. Seit 1197 finden sich verschiedene Schreibweisen wie Emerstede, Emerstide, später auch Emberstede, Emberstidde und Emmerstidde – letztere heute noch die mundartliche Bezeichnung.

### Ur- und Frühgeschichte
Funde von Feuerstätten aus der mittleren Steinzeit nach dem Ende der Eiszeit sind die ältesten Spuren, die eine Besiedlung der Gemarkung Emmerstedt nachweisen. Sie sind etwa 6000 bis 8000 Jahre alt. Um 5000 v. Chr., in der Jungsteinzeit, wanderten die ersten Ackerbauern und Viehhalter in die Gegend von Emmerstedt ein. Erst um 3500 v. Chr. erfolgte gleich an mehreren Stellen die Anlage von Siedlungsplätzen durch steinzeitliche Bauern. Es wurden einzelne steinerne Streitäxt aus der späten Jungsteinzeit um 2800 v. Chr. gefunden.
Die Besiedlung der Gemarkung während der Bronzezeit setzte um 1200 v. Chr. ein. Aus einem jüngeren Abschnitt der Bronzezeit (zwischen 1000 und 700 v. Chr.) lassen sich eine Siedlung und an zwei Stellen Urnengräber nachweisen, eines davon im Grabhügel. Aus der Eisenzeit sind zwei Urnenfriedhöfe nachgewiesen. Auch eine zugehörige Siedlung ist bekannt. Der Urnenfriedhof am Schützenplatz war bis in die frühgermanische Zeit zwischen 500 und 300 v. Chr. weiter belegt. Bei den hier siedelnden Menschen handelte es sich um suebische Stämme, das heißt Germanen aus dem Elbraum.
Seit etwa 200 n. Chr. liegen wieder Spuren einer Besiedlung sowohl durch eine Siedlung als auch durch Graburnen vor, wobei die Siedlung möglicherweise bereits im 1. Jahrhundert angelegt wurde. Beide enden am Beginn des 5. Jahrhunderts. Emmerstedt lag in dieser Zeit im Grenzgebiet zwischen Langobarden und frühen Thüringern. Bis zur Neugründung des heutigen Ortes vermutlich im frühen Mittelalter setzte anschließend eine nachweisbare Besiedlung der Gemarkung aus. Im Emmerstedter Ortsmuseum an der Leineweberstraße sind zahlreiche Fundstücke aus vorgeschichtlicher Zeit, teilweise als Nachbildung, ausgestellt.

### Über das Mittelalter zur Neuzeit
1338 wird eine selbständige Pfarrkirche St. Petri erwähnt. Im Jahre 1539 gibt es 50 Feuerstätten, das bedeutet 50 Männer. Die erste Schule wurde Mitte des 17. Jahrhunderts eingerichtet. Sowohl der Dreißigjährige Krieg als auch schwere Feuerbrünste schadeten dem Dorf nachhaltig. 1661 brannte mit 26 Gehöften die Hälfte des Gesamtbestandes nieder. Das Dorf entwickelte sich beiderseits der alten West-Ost-Handelsstraße zwischen Braunschweig und Helmstedt, die ursprünglich von Königslutter über Schickelsheim – Süpplingenburg – Emmerstedt verlief und sich nach 1500 weiter südlich auf die Trasse der heutigen Bundesstraße 1 verlagerte. In einer Urkunde von 1186 wird das Dorf Ofeld erwähnt, das in der heutigen Flur Emmerstedt gelegen hat. Es wird 1422 bereits als „wüst“ bezeichnet. Flurnamen wie Ofeldwiese oder Am Offelwege weisen auf die einstige Ortslage südlich des Heidbergs hin. Ein Streit zwischen dem Kloster Mariental und der Johanniter-Kommende Süpplingenburg über den Zehnten wurde 1452 dahin entschieden, dass dem Kloster das Ovelt mit allen Früchten zenntfrei gehöre.
Nicht geklärt ist, ob Ofeld am Westhang des Heidbergs oder auf der gegenüberliegenden Seite des Baches Lange Welle gelegen hat. Ein Gedenkstein erinnert seit 1991 an die ehemalige Dorfstätte. Er trägt die Aufschrift „Dorf Ofeld einst am Heidberg gelegen, spurlos verschwunden im Dunkel der Geschichte. 1186 erstmals schriftlich erwähnt gemeinsam mit Emmerstedt“. Der Vollständigkeit halber sei auch das Dorf Hohnstedt erwähnt, ganz im Südwesten und außerhalb der Gemarkung Emmerstedt gelegen. Vermutlich erst im 16. Jahrhundert wüst gefallen, befand sich die Ortslage nördlich des Elzes etwa dort, wo die Kreisstraße 15 von Emmerstedt kommend an die B 1 anschließt. Heute zur Helmstedter Gemeindeflur gehörig, hatten im Mittelalter Emmerstedter Bauern Ackerflächen in Hohnstedt. Ein Flurname – Im Hohnstedter Winkel – erinnert auch hier an diese einstige Wohnstätte.
Auf Veranlassung des damaligen Landesherrn, Herzog Carl I. (1735–1780), wurde im Lande Braunschweig eine Bestandsaufnahme gemacht. Die Generalvermessung aus dem Jahre 1752 weist für Emmerstedt eine Flurgröße von 3294 Morgen (823,5 ha) Kulturland aus. Ein Jahr später wurde die Brandversicherungsanstalt, Vorläuferin der Öffentlichen Versicherung Braunschweig, ins Leben gerufen. Alle Häuser mit zugehörigen Wirtschaftsgebäuden erhielten eine Versicherungsnummer (Assecuranznummer, kurz Ass.-Nr.), die in der Folge auch als Hausnummer genutzt wurde. Erst mit Einführung von Straßennamen und der Durchnummerierung der anliegenden Häuserzeilen Mitte der 1960er Jahre endete diese Zuordnung. Im Jahr 1774 lebten in Emmerstedt 440 Einwohner an 74 Feuerstellen. Haus- und Hofformen waren mitteldeutsch mit steinernen Toreinfahrten und zweigeschossigen Wohnhäusern in Fachwerkbauweise. Die meisten Gebäude stammten nach schweren Bränden zwischen 1817 und 1830 aus der ersten Hälfte des 19. Jahrhunderts, ältere Gebäude waren kaum noch vorhanden. 1837 erhielt Emmerstedt eine neue Kirche (Pfarrstelle ab 1903). 1896 erhielt Emmerstedt eine Bahnstation an der Strecke Helmstedt–Oebisfelde.

### Braunkohleabbau auf der Grube Emma

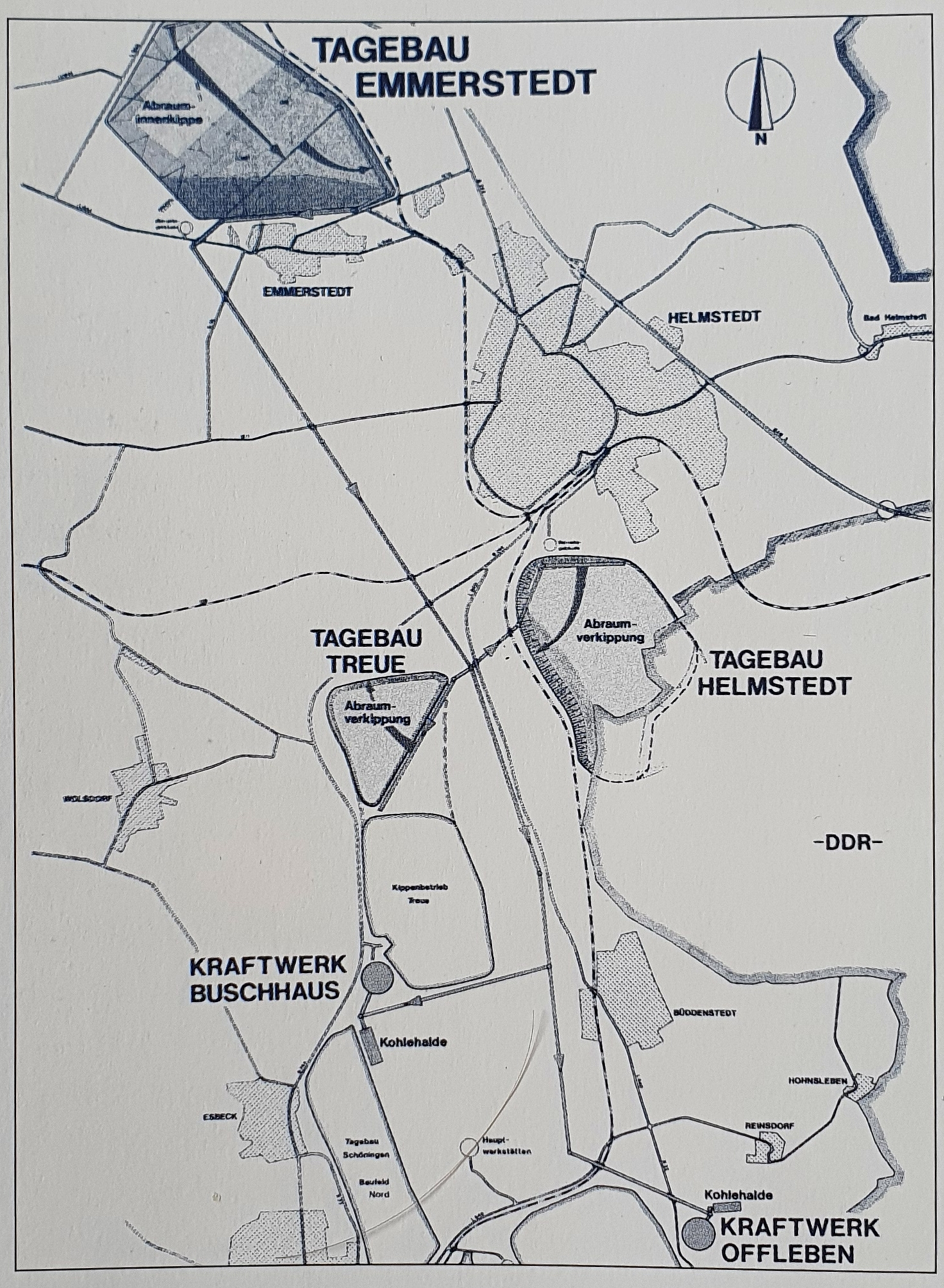
Übersichtsplan Tagebau Emmerstedt

Ein Markstein in der Ortsgeschichte war die Eröffnung der Braunkohlegruben zwischen Barmke und Emmerstedt. Bereits Mitte des 18. Jahrhunderts wurde auf dem Gelände des heutigen Emmateichs, eines durch den Braunkohleabbau entstandenen Senkungsgebiets, Torf im sogenannten Pieperschen Moor angebaut. Über den Anfang des Torfstechens geben die Akten keinen Aufschluss. Sie fangen 1744 an und enden 1807 (Staatsarchiv Wolfenbüttel, Find-Nr. 50, Neu4, Nr. 8582). Im Jahr 1749 wurde ein Torfmagazin angelegt, 1763 stellt man Überlegungen an, weitere Flächen des Torfmoors zu entwässern zur Erweiterung des dortigen Torfstichs wegen des vermehrten Torfverbrauchs des Salzwerks Schöningen.
Im Jahr 1794 richtete der Theologiestudent und spätere Unternehmer Johann Moritz Friedrich Koch ein Gesuch an den Braunschweiger Herzog Carl Wilhelm Ferdinand, in der Emmerstedter Feldmark Braun- und Erdkohlen graben zu dürfen und zwar dort, wo die Helmstedter Töpfer ihren Ton holten. Gemeint sind das Gebiet Am Schwarzen Berg und das heutige Wohngebiet Tonwerke/Windmühlenberg.
1806 kaufte Koch das Piepersche Torfmoor auf dem Sachtleben, um den Torf und die darunter liegende Alaunerde zur Vitriolgewinnung zu nutzen. Der Ankauf der nahe gelegenen Brunsohle, ein altes einsames Landgasthaus, dessen Gebäude schon sehr schadhaft und einsturzgefährdet waren, scheiterte allerdings am zu niedrigen gebotenen Preis. Die Gebäude gingen an das Kloster Mariental, Pächter wurde der Gastwirt Schmidt.
Zwischenzeitlich war das Herzogtum nun Teil des Königreichs Westphalen (1807–1813), und über die Aktivitäten im Pieperschen Moor in dieser Zeit ist nichts überliefert. Jedoch scheint es, dass Koch den Abbau weitergeführt hat, denn im Jahr 1815 wurde ihm zunächst verboten, weiterhin Vitriol zu sieden – mit der Einschränkung, vorhandene Vorräte aufzubrauchen. 1816 erhielt Koch wiederum einen Vertrag über zwei Jahre, in dem die gesamte Produktion des Vitriols von der Herzoglichen Kammer zu einem Preis von 2 Reichsthalern 8 Guten Groschen pro Zentner (zu 114 Pfund) abgenommen wurde.
Wie lange in der Vitriolhütte produziert wurde, konnte bisher nicht genau ermittelt werden. Koch jedenfalls starb am 22. September 1856 in Helmstedt. Geblieben sind einige Gebäude der Vitriolhütte, zwischenzeitlich als Gut Emma und auch heute von dem neuen Besitzer landwirtschaftlich genutzt. Geblieben ist auch der Begriff Hüttenweg für die Verlängerung der Emmastraße von der Ortslage bis zu den genannten Gebäuden.
Als der Kaufmann Wilhelm Suder Anfang der 1860er Jahre damit begann, zwischen Emmerstedt und Barmke Braunkohle abzubauen, kaufte er auch die Vitriolhütten und errichtete nebenan auf dem Feld Emma Tagebaugruben und einen Tiefbauschacht. Bereits 1852/1853 war er im Emmerstedter Brandkataster unter Ass.-Nr. 84 als Beisitzer eingetragen.
Ein bei der Grube Emma errichtetes Wärmekraftwerk der 1905 gegründeten Überland-Zentrale Helmstedt AG (ÜZH) belieferte ab 1906 sowohl die Stadt Helmstedt als auch die umliegenden Ortschaften wie Emmerstedt mit Strom.

„[…] und so brannte am 25. April zum ersten Mal elektrisches Licht auf den Dorfstraßen […]“

In mehreren Ausbaustufen wurden bis 1912 Dampfturbinen mit einer Leistung von 3700 kW (=3,7 MW) in Betrieb genommen.
Im Jahr 1913 kaufte die Braunschweigische Kohlen-Bergwerke AG (BKB) das gesamte Aktienpaket der ÜZH und wurde damit gleichzeitig Eigentümer der Gewerkschaft Consolidierten Suder’schen Braunkohlenwerke.
Bis zum Jahre 1924 wurde auf der Grube Emma Kohle gefördert und das benachbarte ÜZH-Kraftwerk betrieben. Der technische Fortschritt in der Kraftwerksentwicklung ist seitdem bemerkenswert; wurden in jenen Anfangsjahren der Stromerzeugung ca. fünf Kilogramm Braunkohle für eine Kilowattstunde benötigt, genügt heute in modernen Kraftwerken dafür etwa ein Kilogramm.
Spuren der Bergbautätigkeit finden sich noch heute in der Gemarkung Emmerstedt: die Bruchlöcher in den Waldgebieten des Lohen und des Wittenberges, die Schneise der ehemaligen Seilbahn am nordöstlichen Fuß des Wittenberges zur Verladestation an der B 244 (später Forsthaus Seilbahn, abgebrochen für den Autobahnanschluss Helmstedt West), das ehemalige Betriebsgelände des Kraftwerks mit der Kühlturmtasse und dem Maschinenhaus sowie kleinere Tagebaurestlöcher und -teiche bei Barmke und um den Bereich Grube Emma sowie der Emmateich, ein Rast- und Brutplatz zahlreicher Wasservögel.
Bekannt wurde die Grube Emma als Kulisse für den im Jahr 1973 gedrehten Spielfilm Stunde Null, der nach Ende des Zweiten Weltkriegs den Einzug der Roten Armee in Sachsen nach dem Abzug der US-Armee thematisiert. Auch einige Komparsen aus Emmerstedt wirkten dabei mit.
Mit dem Verkauf der ehemaligen Betriebsanlagen und Ländereien durch die E.ON Avacon ab 2007 ging die Geschichte der Kohlegewinnung in der Emmerstedter Flur zu Ende. Die Überlegungen der BKB für einen Tagebau Emmerstedt, die in den 1980er Jahren im Ort zu zahlreichen Protestaktionen Anlass gegeben hatten, wurden im Jahre 1997 endgültig aufgegeben.
Die Vereinsfahne des im Jahre 1892 gegründeten Bergmannsvereins Vereinsglück der Grube Emma und der Grube Berta wurde 2009 aus dem Fundus der ehemaligen BKB dem Ortsmuseum übereignet. Wie lange der Bergmannsverein bestanden hat, ist nicht bekannt.

### Erster Weltkrieg

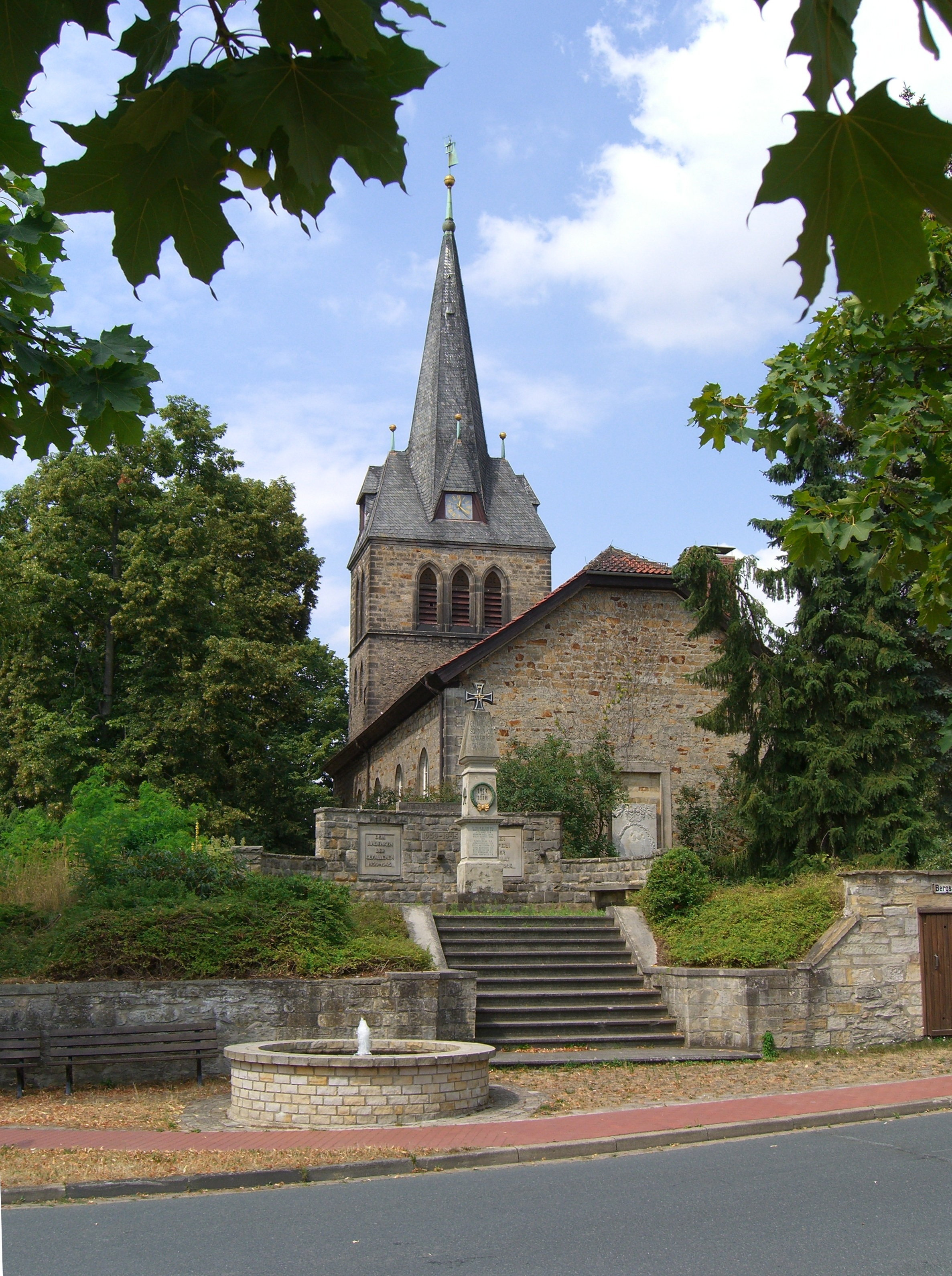
Kirche St. Petri

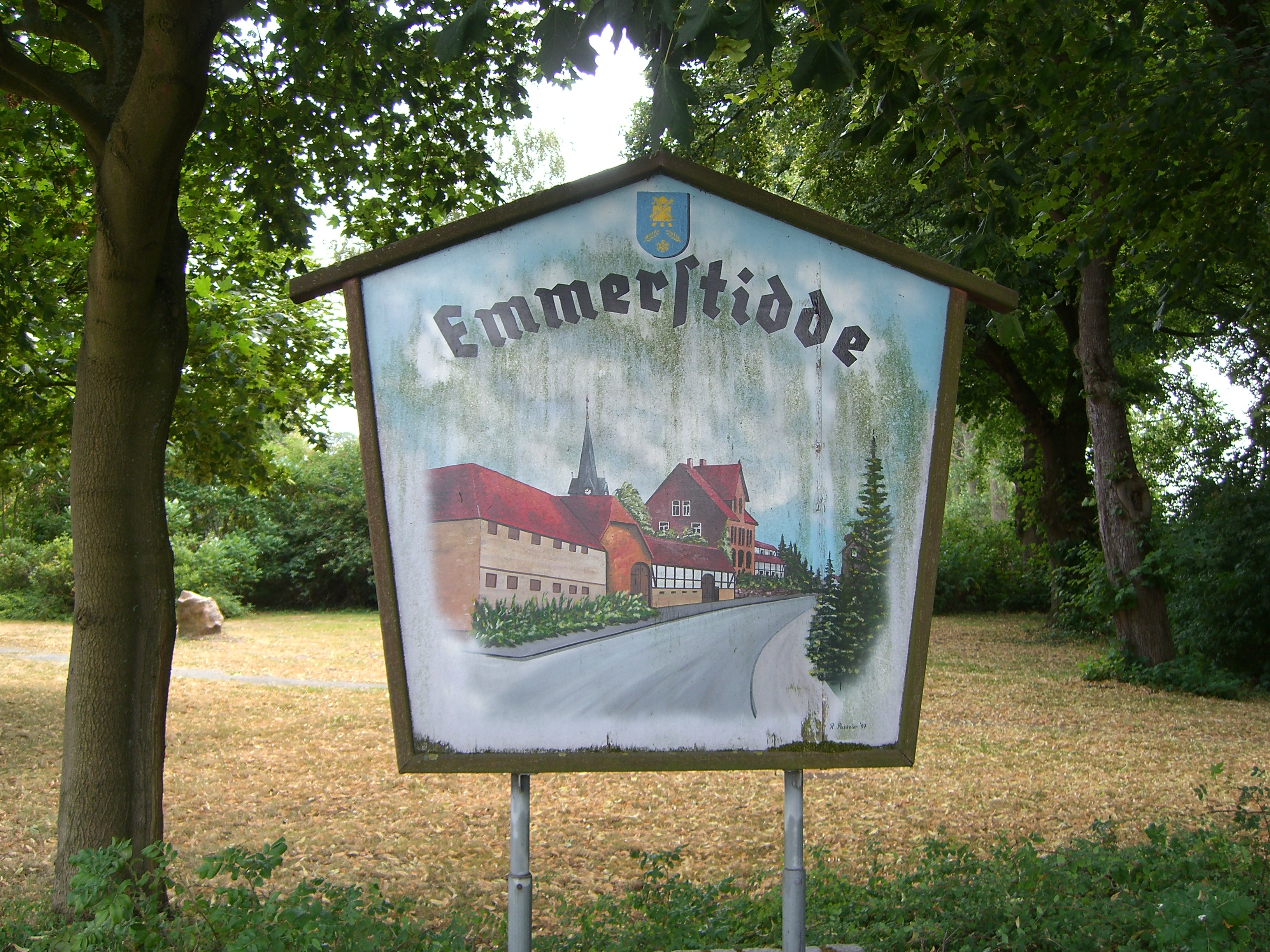
Altes Ortsschild

Im Jahr 1917 wurden die aus Zinn gegossenen Prospektpfeifen der Kirche eingezogen und wenig  später die Kirchenglocke, deren Metall Kriegszwecken zugeführt wurde. 1923 wurden zwei Stahlglocken angeschafft. Im Jahr 2011 erfolgte die Glockenweihe in der St.-Petri-Kirche. für zwei neue Bronzeglocken. Am 5. August 1928 wurde ein Kriegerdenkmal eingeweiht, gewidmet den Toten des Ersten Weltkrieges. Ab 1931 etablierte sich der Nationalsozialismus mit seinen Gruppierungen auch in Emmerstedt.

### Nachkriegszeit
Nach dem Zweiten Weltkrieg nahm der Ort zahlreiche Menschen auf. Die Einwohnerzahl stieg von 1322 im Jahr 1939 auf 2300 im Jahr 1946. Emmerstedt lag in der britische Zone Besatzungszone.
Um der Wohnungsnot abzuhelfen, entstand ab 1954 das Baugebiet Rottensiedlung mit 25 landwirtschaftlichen Nebenerwerbs-Siedlungen für Flüchtlinge. Diese Siedlungsform sollte durch Hinzupachten von zwei Morgen Ackerland die Grundversorgung der Siedler sichern. Später entstanden weitere Baugebiete in Emmerstedt, die den Charakter des Dorfes stark verändert.
Am 1. März 1974 wurde Emmerstedt in die Kreisstadt Helmstedt eingegliedert.
Seit 1990 wird an Bürger des Ortes für herausragende Leistungen im sportlichen Bereich sowie für die Gemeinschaftspflege das Emmerstedter Dankzeichen verliehen. 2011 wurde eine Idee des Ortsrates durch die Mithilfe aller Vereine in die Tat umgesetzt, es wurde erstmals ein Maibaum aufgestellt.

### Einwohnerentwicklung
| Jahr      | 1905  | 1939  | 1945  | 1974  | 1986  | 1996  | 1999  | 2000  | 2001  | 2002  | 2003  | 2004  | 2005  | 2006  | 2007  | 2008  | 2009  | 2010  |
| --------- | ----- | ----- | ----- | ----- | ----- | ----- | ----- | ----- | ----- | ----- | ----- | ----- | ----- | ----- | ----- | ----- | ----- | ----- |
| Einwohner | 1.229 | 1.322 | 2.636 | 2.045 | 1.890 | 2.261 | 2.265 | 2.363 | 2.346 | 2.312 | 2.269 | 2.286 | 2.275 | 2.265 | 2.247 | 2.215 | 2.155 | 2.129 |

## Kultur
Der „Museumshof Emmerstedt“ stellt die Landwirtschaft und das örtliche Handwerk vergangener Zeiten vor. Zudem wird die Ortsgeschichte von Emmerstedt dargestellt. Am Eversplatz steht ein öffentlicher Bücherschrank.

## Politik

### Ortsrat
Der Ortsrat von Emmerstedt zählt neun Mitglieder. Die Sitzverteilung stellt sich seit der letzten Kommunalwahl am 12. September 2021 wie folgt dar:
| Ortsrat 2021–2026Insgesamt 9 Sitze - SPD: 5 - CDU: 3 - AfD: 1 |
| Ortsratswahl 2021 %6050403020100 59,73 %34,62 %5,65 %n. k. %n. k. % SPDCDUAfDNPDLinkeGewinne und Verlusteim Vergleich zu 2017 %p 6 4 2 0 −2 −4 −6+5,97 %p+1,52 %p+0,66 %p−4,85 %p−3,3 %pSPDCDUAfDNPDLinke |

| Parteien und Wählergemeinschaften | Parteien und Wählergemeinschaften           | % 2016  | Sitze 2016 | % 2011  | Sitze 2011 | % 2006 | Sitze 2006 |
| SPD                               | Sozialdemokratische Partei Deutschlands     | 51,20   | 5          | 56,51   | 5          | 53,18  | 5          |
| CDU                               | Christlich Demokratische Union Deutschlands | 35,60   | 3          | 32,58   | 3          | 36,28  | 3          |
| NPD                               | Nationaldemokratische Partei Deutschlands   | 10,10   | 1          | 7,27    | 1          | 10,54  | 1          |
| LINKE                             | Die Linke                                   | 3,10    | –          | 3,65    | –          |        |            |
| gesamt                            | gesamt                                      | 100     | 9          | 100     | 9          | 100    | 9          |
| Wahlbeteiligung in %              | Wahlbeteiligung in %                        | 61,22 % | 61,22 %    | 53,36 % | 53,36 %    |        |            |

### Bürgermeister
Ortsbürgermeister ist Hans-Jürgen Schünemann (SPD).

## Ofeld
Ungefähr zwei Kilometer südlich von Emmerstedt gelegen befindet sich der Heidberg, auf dem ein Gedenkstein zu finden ist. Erstmals erwähnt wurde dort Ofeld Avelda als Siedlung um 963, Avelde um 1160 und Ovelde 1422. Diese Siedlung ist dann später abgebrannt und wurde woanders errichtet (jetziger Standort von Emmerstedt).

## Brunsole
Brunsole ist ein zu Emmerstedt gehörender Wohnplatz, an der Straße von Emmerstedt nach Barmke gelegen. Früher befand sich dort das Gasthaus Zur Brunsole.

## Verkehr
Emmerstedt liegt an der ausschließlich von Güterzügen befahrenen Bahnstrecke Helmstedt–Oebisfelde. Diese Eisenbahnstrecke wurde nicht durch das Dorf Emmerstedt geführt, weil Einheimische dies verhindert haben sollen. Ihre Befürchtungen, durch den Eisenbahnlärm würde „die Milchleistung der Kühe und die Fresslust der Schweine beeinträchtigt“ – so der zum Sachverständigen berufene Emmerstedter Barbier – soll dann zur Trassenführung nördlich der Ortslage Anlass gegeben haben. Die Gefahr, „an Atem-, Nerven- und Verdauungsstörungen sowie an Influenza zu erkranken“, hat letztendlich auch zu der Entscheidung geführt, den Bahnhof Emmerstedt auf Helmstedter Grund zu errichten.